# Jeremih (album)
Jeremih è il primo album studio del cantante statunitense Jeremih, pubblicato il 30 giugno 2009.
Contiene la hit Birthday Sex.
Il disco ha debuttato alla 6ª posizione di Billboard 200.

## Tracce
1. That Body – 3:54
2. Birthday Sex – 3:47
3. Break Up to Make Up – 3:47
4. Runway – 4:04
5. Raindrops – 4:33
6. Starting All Over – 4:38
7. Imma Star (Everywhere We Are) – 4:21
8. Jumpin – 3:19
9. Hatin' on Me – 3:28
10. My Sunshine – 4:18
11. My Ride – 3:40
12. Buh Bye – 4:09
13. Birthday Sex (Up-tempo) (bonus track) – 3:57

## Classifiche
| Classifiche (2009)                    | Posizione più alta |
| ------------------------------------- | ------------------ |
| French Albums Chart                   | 100                |
| Official Albums Chart                 | 95                 |
| U.S. Billboard 200                    | 6                  |
| U.S. Billboard Top R&B/Hip-Hop Albums | 1                  |